# Воронцово (Островський район)
Воронцово (рос. Воронцово) — село в Островському районі Псковської області Російської Федерації.
Населення становить 553 особи. Входить до складу муніципального утворення Воронцовська волость.

## Історія
Від 2015 року входить до складу муніципального утворення Воронцовська волость.

## Населення
| 1939 | 2001 | 2002 | 2010 |
| ---- | ---- | ---- | ---- |
| 594  | ↗641 | ↘637 | ↘553 |